# フランコ・イスラエル
フランコ・イスラエル・ウィブメール（Franco Israel Wibmer, 2000年4月22日 - ）は、ウルグアイ・コロニア県ヌエバ・エルベシア出身のサッカー選手。スポルティング・クルーベ・デ・ポルトゥガル所属。ポジションはGK。

## クラブ経歴
2018年8月にユヴェントスFCと5年契約を締結。加入後傘下のU-23ユヴェントスFCに配属。2020-21シーズンにU-23チームに登録され、9月28日のSSDプロ・セスト戦で初出場。
2022年7月5日、スポルティング・クルーベ・デ・ポルトゥガルへの移籍が発表された。契約期間は2027年6月30日までの5年間。
同年10月6日、UEFAチャンピョンズリーグのマルセイユ戦で、味方GKが前半の内に一発退場となった為途中出場を果たした。しかしその後2失点を喫し、4-1で試合を落とした。次節のマルセイユとの再戦ではスタメンで出場した。

## 代表歴
2017年からユース世代のウルグアイ代表に招集。2019年にポーランドで開催された2019 FIFA U-20ワールドカップでは正GKを務めた。
2023年6月14日、ニカラグア代表との親善試合でA代表初出場。
2024年6月8日、コパ・アメリカ2024に出場するウルグアイ代表メンバーに選出された。